# Катерина Наварска
Катерина Наварска, позната също и като Катерина дьо Бурбон (на френски: Catherine de Bourbon, Infante de Navarre; * 7 февруари 1559, Париж; † 13 февруари 1604, Нанси), е дъщеря на Антоан дьо Бурбон и Жана Д'Албре, инфанта на Навара, неин по-голям брат е Анри IV, крал на Франция, на когото тя е регент в периода 1582 – 1592 за Навара.

## Живот
След като нейният брат става крал на Франция, Екатерина съхранява калвинисткото вероизповедание, за което се ползва с голямо уважение сред хугенотите. Брат и я възвежда в херцогиня Албре и графиня Арманяк. Доверява на и управлението на калвинисткия Беарн. В своето управление тя се опира на съветите на влиятелната херцогиня дьо Роган.
В младите си години Екатерина се отличава със слабо здраве. Тя пътешества по Беарн заедно със своята майка и наследява от нея пределната и набожност.
Тя е влюбена в своя братовчед, граф Шарл-Бурбон-Соасон, обаче Анри се противопоставя на този брак. Отстъпвайки на неговата молба 40-годишната Катерина се съгласява на брак с принц Анри, наследник на лотарингския престол, но предвид различията в техните вероизповедания бракът изисква дълги преговори за разрешение от Ватикана. Тя умира скоро след сватбата.
В историята Катерина Наварска остава като категорична протестантка и е назначена в кралския съвет от брат си като представител на френските протестантски интереси. От този пост тя успява да убеди хугенотите да се съгласят с Нантския едикт.